# Межирова, Зоя Александровна
Зоя Александровна Межирова (род. 19 февраля 1949, Москва) — советская и американская поэтесса, эссеист, историк-искусствовед, журналист. Член Союза писателей (1985).

## Биография
Родилась в семье поэта Александра Межирова и Елены Афанасьевны Межировой.
Окончила отделение Истории и теории изобразительного искусства Исторического факультета МГУ. С 19 лет писала стихи.
С 1985 года член Союза писателей СССР.
В 2014 году лауреат премии журнала «Дети Ра», в 2016 году лауреат премии журнала «Зарубежные записки» (2016)
Живёт в Москве и в штате Вашингтон (США).

## Публикации
Стихи и эссе публиковались в центральных московских и американских журналах и газетах — «Новый мир», «Знамя», «Арион», «Юность», «День поэзии», «Литературная газета», «Московский комсомолец», «Новый журнал» (Нью-Йорк), «Новое русское слово» (Нью-Йорк), «Стороны Света» (Нью-Йорк), «Дружба народов», «Зинзивер», «Зарубежные записки», среди них:
- «И в эмиграцию играю. И доиграю до конца» / З. Межирова-Дженкинс; беседовала Е. Семенова // Литературная газета : Еженедельная газета. — 2010. — N 26 мая — 1 июня (№ 21). — С. 5.
- Ничем не насытясь / Зоя Межирова // Литературная газета : Еженедельная газета. — 2011. — № 12-18 окт. (№ 40). — С. 5.
- Видения и видения [Текст] / Зоя Межирова // Литературная газета : Еженедельная газета. — 2011. — № 30 нояб. — 6 дек. (№ 48). — С. 5.
- Веяние идеала : ещё раз о знаменитом стихотворении Александра Межирова // Знамя : ежемесячный литературно-художественный и общественно-политический журнал. — 2012. — № 8. — С. 182—191. — Библиогр. в примеч. — Содержание: Через тридцать лет / А. Межиров. Через полвека / ; Коммунисты, вперед! / . — ISSN 0130-1616.
- Звездный улей : стихи / З. А. Межирова // Дружба народов : независимый литературно-художественный и общественно-политический журнал. — 2013. — № 9. — С. 148—150. — Содерж.: Из пропавшей тетради; «Предать, это значит — покинуть, продать…»; «Протяжное, как ветер…» ; Чабукиани; «Себя миражами потчуя…» ; Любовью, только одной любовью… — ISSN 0012-6756.
- Стылый след / З. А. Межирова // Знамя : ежемесячный литературно-художественный и общественно-политический журнал. — 2014. — № 4. — С. 75-76 . — ISSN 0130-1616.
- Невозвращенец и не эмигрант : (из воспоминаний об американском периоде жизни Александра Межирова) / З. А. Межирова; в подгот. материалов для публ. принимали участие Е. А. Межирова и А. Генри-Гриярд // Знамя : ежемесячный литературно-художественный и общественно-политический журнал. — 2014. — № 7. — С. 123—132 . — ISSN 0130-1616.

### Книги
- Две первые книги и ряд публикаций вышли под литературным псевдонимом Зоя Велихова.
- Велихова З. Качели весны. — Москва: «Советский писатель», 1981.
- Велихова З. Случайный гость. — Москва: «Советский писатель», 1991.
- Межирова З. Часы Замоскворечья. — Москва: Центр современной литературы, 2011. — ISBN 978-5-91627-057-0.

## Семья
- Дочь — Анна Генри-Гриярд[3]

## Критика
Советский поэт Михаил Львов следующим образом охарактеризовал портрет Зои Межировой: 

Зоя Межирова — поэт глубокий, вдумчивый, немногословный истинный мастер! Перечитайте её стихотворения «Часы Замоскворечья», «Старые вещи», «Мир за стеной где-то там, в отдаленье…», «Давно от всех событий…» и многие другие — это законченные новеллы в стихах, запечатленные — мастерски! — мгновения жизни, судеб, истории, современности. Редко встретишь у неё так называемые «риторические» стихи, но, если и встретишь, то они звучат великолепно — и настроением, и своеобразной их новизной. Так, например, одно из её таких стихотворений — «Дискотека» («Мы молоды — и потому вовеки не умрем…») я перепечатывал на машинке и дарил -молодым поэтам (приходящим ко мне со стихами) — для учёбы, для уточнения и укрепления жизненного тонуса и настроя
Русско-американский писатель и критик Владимир Соловьёв считает, что Зоя Межирова является отличным рассказчиком с напряжёнными и сентиментальными сюжетами. По мнению Евгения Евтушенко, стихи Зои Межировой прозрачные и наполненные терпкой печалью, а советский российский поэт Анатолий Жигулин отмечал: 

Как много трепетного понимания в стихах Зои Межировой. Понимания чужой беды и боли, беспощадного хода времени, понимания главных истин и ценностей нашей быстролетящей жизни. И как прекрасно — точно и возвышенно выражает она это понимание в своих высоких и удивительных стихах. Среди многих талантливых ныне живущих русских женщин поэтов я не знаю более живой и сильной, чем Зоя Межирова
Валентин Курбатов о поэзии Зои Межировой: «Это невольная поэтика утренних снов („забыть об этом и не вспоминать, не прикасаться к снам, что память копит“) и телефонных разговоров, где язык как будто немного теряет уверенность и слово ищет стать „больше себя“, где оно — сердце и судьба, и где „в несогласном живя согласьи“, надо непременно договорить до точки, иногда при неготовности останавливая себя ещё на наборе номера или, прощаясь, оставить за собой право продолжить мысль: „до звонка“. Всегда ворот „немного жмёт“ и надо напрячься, чтобы расстегнуть. Отсюда и желание остановить мгновение счастья, покоя, тревоги — понять и принять, словно живёшь ощупью».